# ماركيز وايت
ماركيز وايت (بالإنجليزية: Marquis White)‏ (30 أبريل 1975 في الولايات المتحدة - ) هو مدرب كرة قدم ولاعب كرة قدم أمريكي في مركز الهجوم. لعب مع إن إي سي نيميخن وكولورادو رابيدز ونيو إنجلاند ريفولوشن وكلوب ديسترويرس وSan Francisco Seals (soccer) ‏ وSan Francisco Glens ‏ وTahuichi Academy ‏ وGeneration Adidas ‏.

## وصلات خارجية
- ماركيز وايت على موقع الدوري الأمريكي (الإنجليزية)
- ماركيز وايت على موقع قاعدة بيانات كرة القدم.إي يو (الإنجليزية)